# Sigismund Kęstutaitis
Sigismund Kęstutaitis, död 1440, var en litauisk regent. Han var regerande storfurste av Litauen 1432–1440. Han var medregent till sin bror och brorson.